# Ystwyth
Der Ystwyth (walisisch Afon Ystwyth [avɔˈnəstwɪθ] , engl. River Ystwyth [ɹɪvəˈɹɪstwɪθ]) ist ein Fluss in der Grafschaft Ceredigion in Wales. Er entsteht an der Grenze von Ceredigion und Powys in den Cambrian Mountains aus einer Anzahl von Bächen und wird nach etwa zwei Kilometern durch den Afon Diliw verstärkt.
Der Fluss fließt generell westwärts, bevor er zusammen mit dem Rheidol bei Aberystwyth in die Cardigan Bay mündet.

## Allgemeines
Das Ystwyth-Tal ist heute dünn besiedelt mit Dörfern und Städten wie Ysbyty Ystwyth, Cwmystwyth, Pont-rhyd-y-groes, Llanilar und Llanfarian. In früheren Jahrhunderten war das Ystwyth-Tal aufgrund seiner Bodenschätze dicht besiedelt: Silber, Blei und Zink wurden in dem Tal seit der Kolonialisierung durch die Römer geschürft, eine Aktivität, die ihren Höhepunkt im achtzehnten Jahrhundert erreichte. Die größte der vielen Minen war die in Cwmystwyth. Es wird vermutet, dass das durchschnittliche Todesalter bei 32 Jahren lag, vor allem aufgrund von Bleivergiftungen. Heute gibt es im Ystwythtal keinen aktiven Erzbergbau mehr.
Der Fluss weist immer noch erhöhte Konzentrationen von Blei, Zink und Silber auf, vor allem aufgrund von Sickerwässern aus verlassenen Minen, Tailings und Einleitungen aus Stollen.
Abseits der verlassenen Grubengebäude ist das Flusstal eines der schönsten in Wales, mit steilen, bewaldeten Ufern und kristallklarem Wasser. Es gilt im Herbst als besonders schön. Diese Jahreszeit lockt besonders viele Besucher in die oberen Teile des Tals.